# Емилия Лепида (съпруга на Сципион)
Емилия Лепида (на латински: Aemilia Lepida) е римлянка от рода на Емилиите, (gens Aemilia) с когномен Лепид. Тя живее през 1 век пр.н.е..

## Биография
Дъщеря е на Мамерк Емилий Лепид Ливиан (консул 77 пр.н.е.) и Корнелия Сула, която е дъщеря на Луций Корнелий Сула и Юлила или Юлия Корнелия, дъщеря на Луций Юлий Цезар II.
Тя се сгодява за Катон, но е била обещана на Метел Сципион и се омъжва за него. Катон се жени за Атилия.
Метел Сципион e консул 52 пр.н.е.
Нейната дъщеря Корнелия Метела е последната, петата съпруга на Помпей Велики.